# Palazzo Odescalchi Simonetti
Il Palazzo Odescalchi Simonetti è un edificio di Roma, che si trova in via Vittoria Colonna, tra via Muzio Clementi e via Pietro Cavallini, nel rione Prati.

## Storia
Il palazzo fu progettato dall'architetto Francesco Fontana (1819-1883) e fu modificato, dopo il 1886, in stile neoclassico dall'architetto romano Carlo Busiri Vici, stile che ancora conserva.
Il suo aspetto attuale è attribuito all'architetto Raffaello Ojetti. Lo stemma che si trova in alto, all'angolo con via Cavallini, è quello del principe Baldassarre Odescalchi, deputato e senatore del Regno d'Italia, che fu uno dei componenti la giunta provvisoria di Governo che presentò a Vittorio Emanuele i risultati del plebiscito svoltosi a Roma nel 1870.
Nel palazzo è nata la seconda figlia di Luigi Pirandello. Il pittore e antiquario Attilio Simonetti acquistò l’edificio nel 1904, e qui ebbe sede il suo studio e la sua galleria, da cui il nome della costruzione. In alto, tra le 9 bifore delle finestre del primo piano, compaiono le lettere che compongono il nome Simonetti.